# طويلة (حلبجة)
طويلة (بالكردية: تەوێڵە ,Tewêle)  هي بلدة صغيرة في محافظة حلبجة، إقليم كردستان العراق حوالي 34 كم شرق حلبجة.

## روابط خارجية
- سركشناب نسخة محفوظة 29 أكتوبر 2016 على موقع واي باك مشين. (كردي)
- العراق - إيران - الحدود - الجبال - الطويلة